# Marry You
Marry You ist ein Popsong des US-amerikanischen Sängers Bruno Mars. Das Stück wurde im August 2011 als vierte Singleauskopplung aus dem Album Doo-Wops & Hooligans veröffentlicht.

## Hintergrund und Komposition
Marry You wurde von Mars, Philip Lawrence und Ari Levine geschrieben sowie von The Smeezingtons produziert. Der Song mit Reggae- und R&B-Elementen ist ein Liebeslied über ein Paar in Las Vegas, das spontan entscheidet, dort zu heiraten. Das Stück ist in der Tonart F-Dur geschrieben und hat 144 Beats pro Minute. Mars’ Stimmumfang reicht von C4 bis D5.

## Kommerzieller Erfolg

### Chartplatzierungen
Bereits vor der Veröffentlichung als Single erreichte das Lied 2010 in den Billboard Hot 100 Platz 85. In Großbritannien belegte es Position 11, in Australien und Neuseeland Platz 8 und 5. In den Canadian Hot 100 erreichte der Song Platz 61 und in Irland Platz 6. 2012 wurde Marry You in Deutschland mit einer Goldenen Schallplatte ausgezeichnet.
| ChartsChartplatzierungen       | Höchstplatzierung | Wochen |
| ------------------------------ | ----------------- | ------ |
| Deutschland (GfK)              | 15 (20 Wo.)       | 20     |
| Österreich (Ö3)                | 4 (20 Wo.)        | 20     |
| Schweiz (IFPI)                 | 16 (23 Wo.)       | 23     |
| Vereinigte Staaten (Billboard) | 85 (9 Wo.)        | 9      |
| Vereinigtes Königreich (OCC)   | 11 (39 Wo.)       | 39     |

| ChartsJahrescharts (2011)    | Platzierung |
| ---------------------------- | ----------- |
| Deutschland (GfK)            | 99          |
| Österreich (Ö3)              | 58          |
| Vereinigtes Königreich (OCC) | 44          |

### Auszeichnungen für Musikverkäufe
| Land/Region                  | Auszeichnungen für Musikverkäufe (Land/Region, Auszeichnung, Verkäufe) | Verkäufe  |
| ---------------------------- | ---------------------------------------------------------------------- | --------- |
| Australien (ARIA)            | 2× Platin                                                              | 140.000   |
| Belgien (BRMA)               | Gold                                                                   | 15.000    |
| Dänemark (IFPI)              | Platin                                                                 | 90.000    |
| Deutschland (BVMI)           | Gold                                                                   | 150.000   |
| Frankreich (SNEP)            | Platin                                                                 | 200.000   |
| Italien (FIMI)               | Platin                                                                 | 50.000    |
| Japan (RIAJ)                 | Gold                                                                   | 100.000   |
| Kanada (MC)                  | 3× Platin                                                              | 240.000   |
| Mexiko (AMPROFON)            | Gold                                                                   | 30.000    |
| Neuseeland (RMNZ)            | 3× Platin                                                              | 90.000    |
| Österreich (IFPI)            | Gold                                                                   | 15.000    |
| Schweiz (IFPI)               | Gold                                                                   | 15.000    |
| Spanien (Promusicae)         | Platin                                                                 | 60.000    |
| Vereinigte Staaten (RIAA)    | 4× Platin                                                              | 4.000.000 |
| Vereinigtes Königreich (BPI) | 2× Platin                                                              | 1.200.000 |
| Insgesamt                    | 6× Gold · 18× Platin ·                                                 | 6.395.000 |

Hauptartikel: Bruno Mars/Auszeichnungen für Musikverkäufe

### Weitere Verwendung
Das Lied wurde im Film Jumping the Broom verwendet und in der Episode Furt der Fernsehserie Glee gecovert.
Zur Musik von Marry You inszenierte ein Schauspieler einen Heiratsantrag an seine Freundin. Das Video dazu wurde mehr als 30 Millionen Mal bei Youtube angesehen. Bruno Mars kommentierte es auf Twitter mit „Ich selber hätte kein besseres Musikvideo für diesen Song machen können.“